# Gol Gumbaz

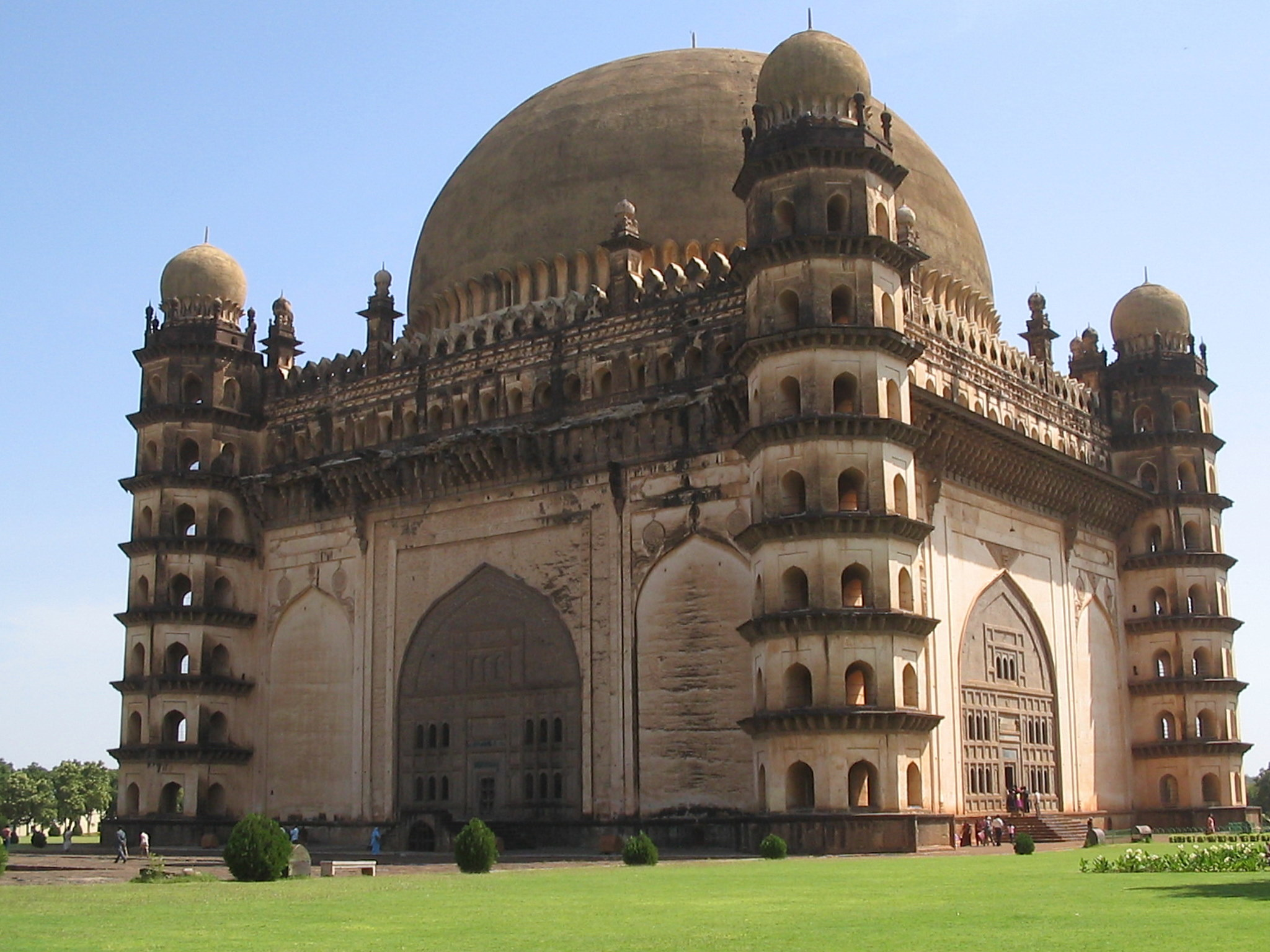
Gol Gumbaz

Gol Gumbaz is de naam van een mausoleum in de Indiase stad Bijapur. Het is de laatste rustplaats van Mohammed Adil Shah. Deze heerste over het sultanaat Bijapur.
Het gebouw heeft een koepel met een diameter van 44 meter. Direct onder de koepel is een rondgang die de fluistergalerij wordt genoemd. Door de akoestiek van de koepel kan elk geluid aan de ene kant van de galerij aan de overkant gehoord worden.